# Czerniakowicy (przystanek kolejowy)
Czerniakowicy (ros. Черняковицы) – przystanek kolejowy w pobliżu miejscowości Czerniakowicy, w rejonie pskowskim, w obwodzie pskowskim, w Rosji. Położony jest na linii dawnej Kolei Warszawsko-Petersburskiej.